# Riada de Consuegra

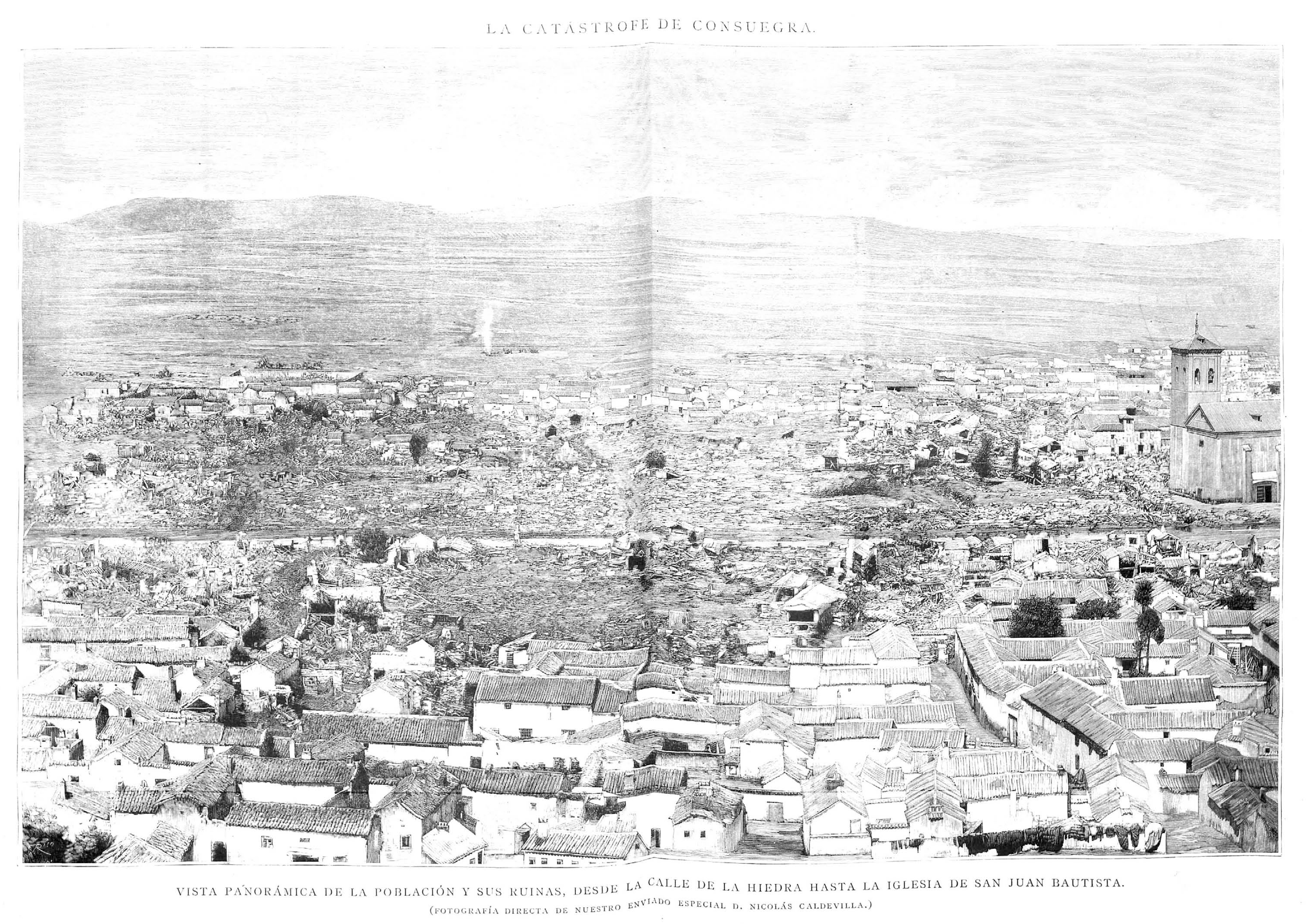
Vista de las ruinas de Consuegra tras la inundación

La inundación de Consuegra tuvo lugar el 11 de septiembre de 1891 y afectó a los municipios españoles de Consuegra y de Urda, en la provincia de Toledo. Fue causada por el desbordamiento del río Amarguillo y resultó en al menos 359 víctimas mortales.

## Contexto

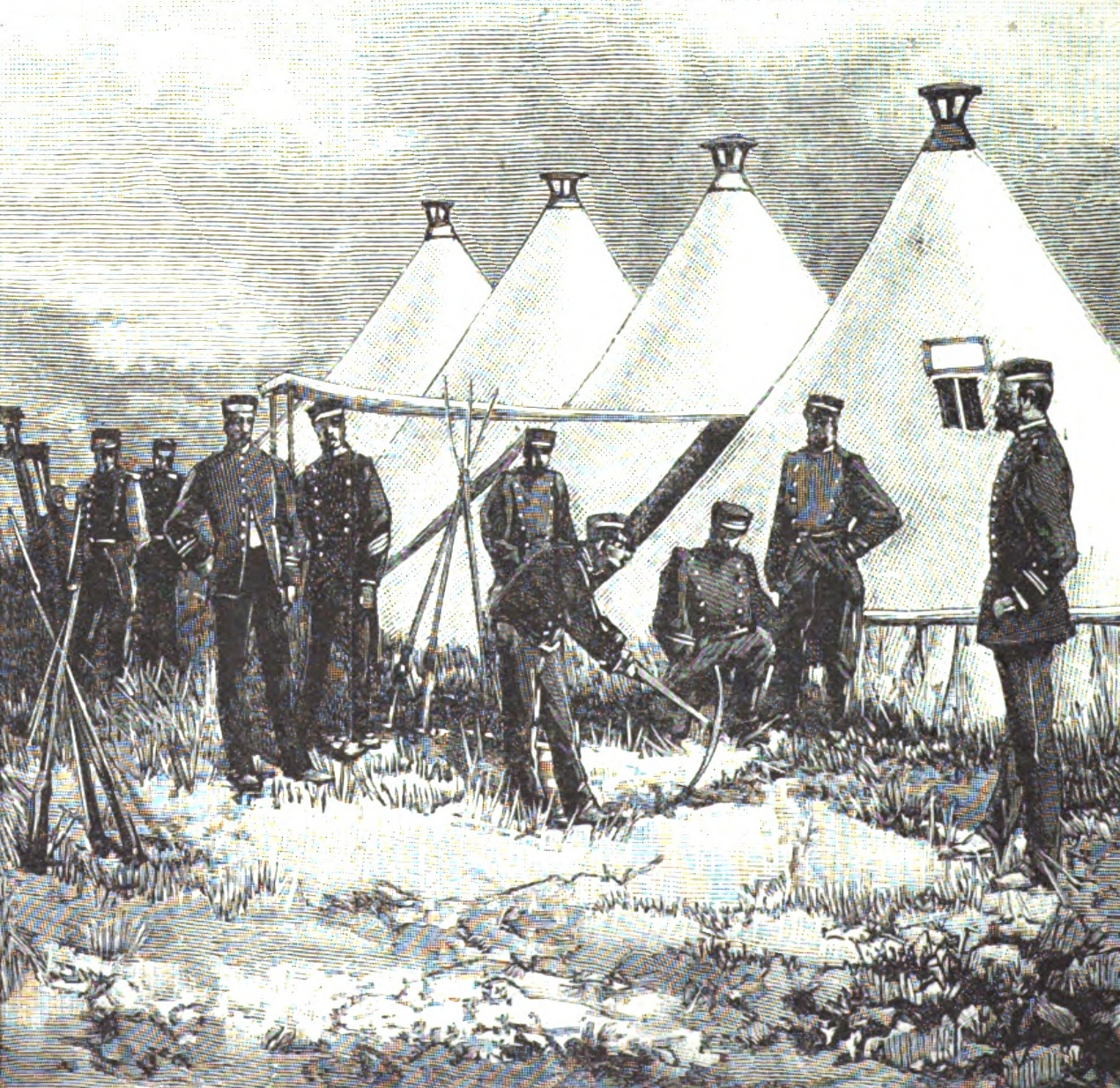
Campamento de ingenieros militares instalado en la zona tras la inundación

La localidad se encontraba dividida por el cauce del río Amarguillo, habitualmente seco. Los muros de las casas limitaban con dicho cauce, estrecho y poco hondo. Los edificios, de pequeña altura, estaban formados por tapial de tierra, sin solidez contra los empujes. El cauce del Amarguillo era difícil de distinguir en la mayor parte de su recorrido, por ser su nivel igual que el de las tierras inmediatas.

## Tormenta

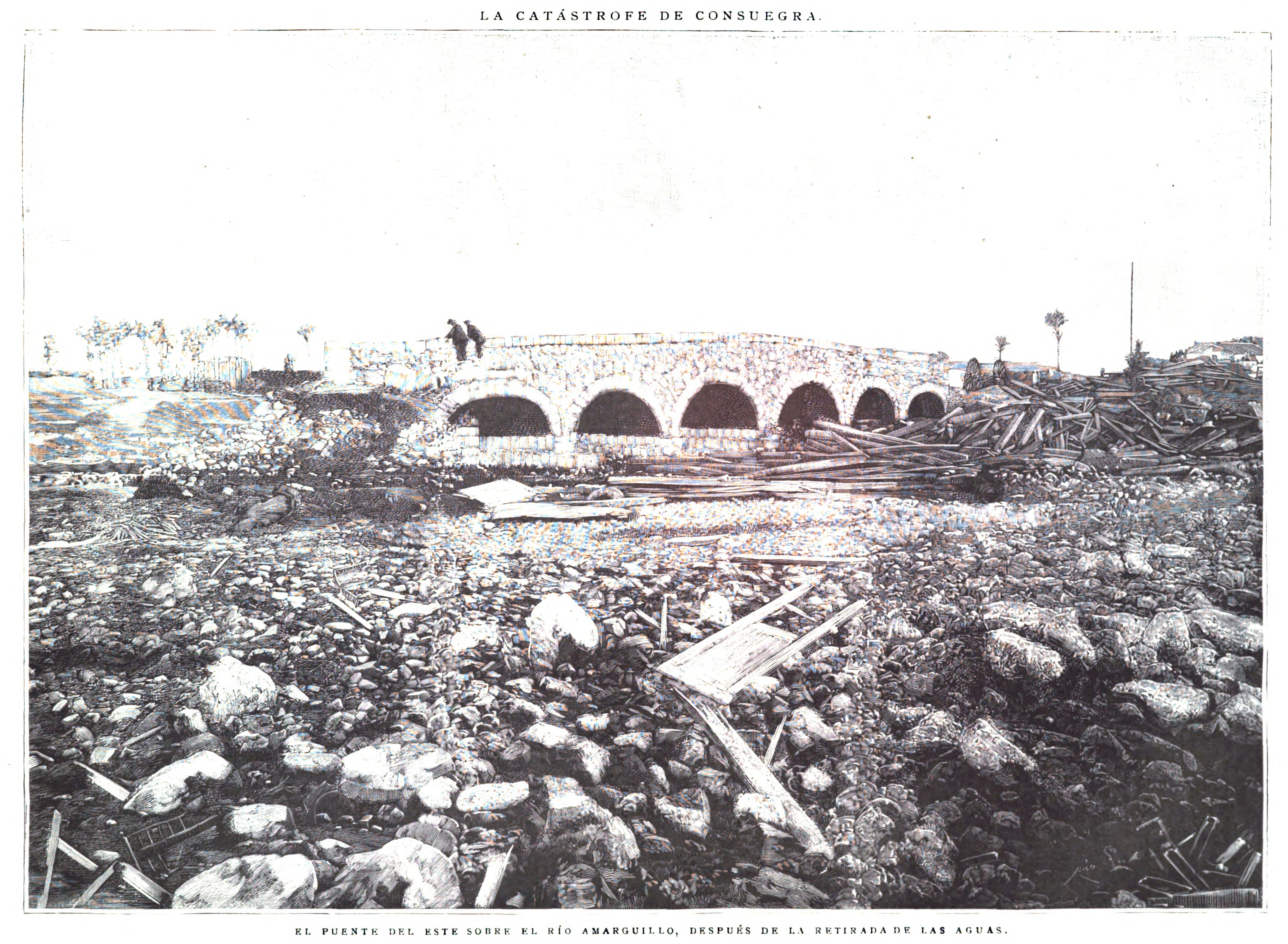
Vista de uno de los puentes sobre el Amarguillo tras la retirada de las aguas

A la inundación precedió una lluvia no escasa y continuada desde las 7:00 h de la mañana del 11 de septiembre hasta las 19:00 h de la tarde, momento en que empezó a una intensa tormenta de agua y de descargas eléctricas que duró hasta las 12:00 h de la noche del mismo día. Las fuertes precipitaciones afectaron a los municipios de Urda y Consuegra. Fue tanta la abundancia de lluvia que las cañadas más insignificantes se convirtieron en ríos afluentes del Amarguillo, formando el conjunto, en el punto donde se encuentra la localidad de Consuegra, una masa líquida de varios metros de altura.  La inundación fue favorecida por la falta de permeabilidad del suelo.

## Daños

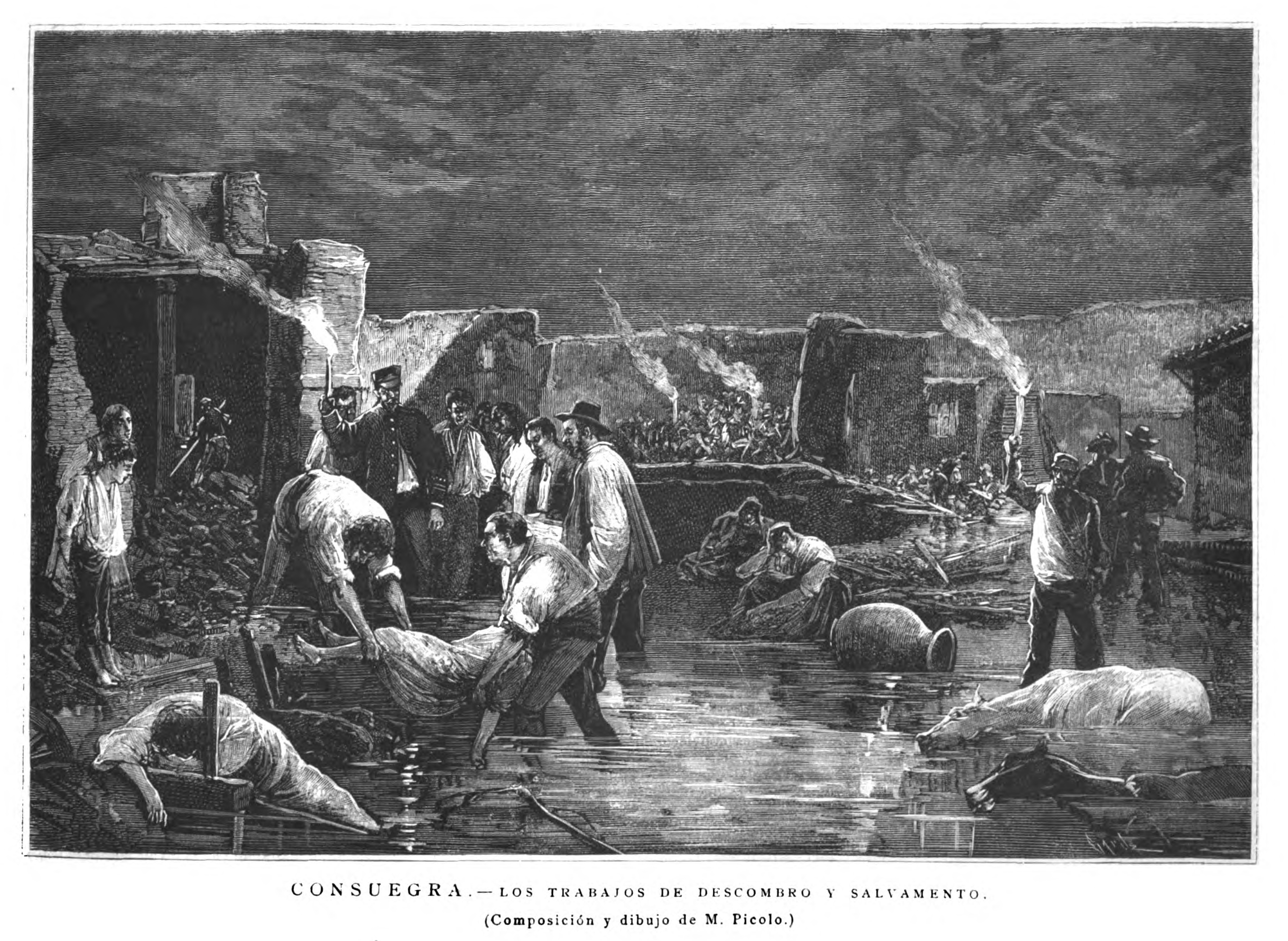
Consuegra.—Los trabajos de descombro y salvamento. Ilustración de M. Picolo en La Ilustración Española y Americana

La inundación dejó un balance de 359 muertes, además de la destrucción de una cantidad significativa de edificios de Consuegra.